# مانامبایدالا
مانامبایدالا (به لاتین: Manambidala) یک منطقهٔ مسکونی در ماداگاسکار است که در وندروزو واقع شده‌است. مانامبایدالا ۱۳٬۰۰۰ نفر جمعیت دارد و ۲۶۴ متر بالاتر از سطح دریا واقع شده‌است.